# Ioan Maiorescu
Ioan Maiorescu, născut Trifu, (n. 1811, Bucerdea Grânoasă, Imperiul Austriac – d. 24 august/5 septembrie 1864, Craiova, Principatele Unite Române) a fost un profesor român de istorie, director al Școlii Centrale din Craiova, agent diplomatic al guvernului Țării Românești pe lângă dieta germană de la Frankfurt pe Main, tatăl lui Titu Maiorescu.

## Viața
Fiu de țăran transilvănean din Bucerdea Grânoasă, se numea de fapt Trifu, dar își luase numele de Maiorescu pentru a sublinia înrudirea cu Petru Maior. Prin formație teolog catolic, cu studii la Blaj, Pesta, Viena, Ioan Maiorescu s-a dovedit un cugetător cu orizonturi largi. Profesor la Cernăuți, Craiova, Iași și București, el rămâne o figură luminoasă a epocii de formare a învățământului românesc modern. Ioan Maiorescu a fost inspector al școlilor din Oltenia, profesor la Școala Centrală din Craiova. A elaborat primul regulament de organizare a bibliotecii de la Școala Centrală din Craiova. În acest timp familia lui, constând din soția, Maria, născută Popasu, și cei doi copii, Emilia și Titu, a călătorit la București, Brașov, Sibiu și Blaj, rămânând mai mult timp la Brașov, unde viitorul critic urmează clasa întâi a gimnaziului românesc. Stabilit la Viena, Ioan Maiorescu scrie în ziarele austriece articole despre români și redactează memorii în legătură cu problema românească. 
A publicat „Die Romänen der Östereichischen Monarchie”, o lucrare despre românii transilvăneni, care au luptat în revoluția pașoptistă de partea Casei de Austria. Această lucrare a cuprins și rapoartele traduse în limba germană ale lui Avram Iancu, Axente Sever și Simion Balint. Între 1853-1856 a deținut statutul de funcționar superior al Ministerului de Justiție de la Viena, traducând în limba română mai multe codice de legi. În 1857 a călătorit în Peninsula Istria și a întocmit un vocabular al limbii istroromâne, vorbită în această zonă.
Revenit în țară după Unire, a îndeplinit funcțiile de președinte al Obșteștii Epitropii, de director al Comisiei Centrale a Principatelor Unite, profesor la Colegiul „Sfântul Sava”, director al Eforiei Instrucțiunii Publice și profesor la Școala Superioară de Litere din București.

## Memoria
În Giurgiu a fost înființat în anul 1869 gimnaziul „Ion Maiorescu”, actualmente Colegiul Național „Ion Maiorescu”.